# Necroscopio (saga)
La saga del Necroscopio (conocida en España como Las crónicas necrománticas) es una serie de novelas de terror y vampiros escritas por el autor británico Brian Lumley.
El término necroscopio, acuñado para el protagonista de la saga, describe a alguien que puede comunicarse con los muertos. Al contrario que los nigromantes que intentan controlar a los muertos mediante rituales, hechizos, mutilación corporal y ocasionalmente la necrofilia, un necroscopio simplemente se comunica con ellos sin ningún tipo de interferencia física. En la novela las habilidades de un necroscopio están definidas como un tipo de percepción extrasensorial nata.
El término "necroscopio" significa (en griego) alguien que puede "ver" (scope) a los muertos (necro). Fue utilizado de forma legal y científica en las ciencias forenses hasta mediados del siglo XX. Desde la década de 1950 dejó de ser utilizado, aunque todavía aparece en algunos libros y enciclopedias de comienzos del siglo XX. Necroscopio, como término para forense, fue considerado desagradable, pues se asociada a las herramientas forenses de la época, cuchillos, sierras y escalpelos. 

## Harry Keogh, el Necroscopio
El héroe de la saga del Necroscopio -o antihéroe, a medida que la trama avanza- es Harry Keogh. La abuela de Keogh era una inmigrante de Rusia que se trasladó al Reino Unido. Su padre murió cuando era muy joven. Su madre volvió a casarse y posteriormente fue asesinada por el padrastro de Harry. Durante su infancia Harry vivió con sus tíos en el condado de Durham, en el nordeste de Inglaterra. Finalmente Harry regresaría para vengarse de su padrastro ruso por matar a su madre.
Mientras está en la escuela y aunque no es especialmente popular ni un alumno aventajado, Harry descubre su habilidad para hablar con las personas que han muerto. Es en su mayor parte debido a esta habilidad que muestra gran aptitud en las matemáticas y en la literatura.
El autor de la saga introduce la idea de que la muerte no es el fin de la existencia, y que cualquier cosa que alguien fuera o deseara ser en vida, sigue manifestándose tras la muerte, dentro de los límites que impone ese estado. Por ejemplo, un matemático muerto continúa perfeccionando sus matemáticas, un inventor sigue inventando nuevas cosas y un psíquico continuando practicando con sus poderes.
Harry Keogh no solo puede hablar con los muertos (ganándose su admiración eterna), sino que puede establecer un lazo con ellos que les permite controlar parcialmente su cuerpo si lo permite. Por ejemplo, cuando se enfrenta a una situación peligrosa, Harry deja que su cuerpo sea controlado por un antiguo profesor de gimnasia que fue sargento en el ejército. No olvida lo que aprende y continúa utilizando sus habilidades a lo largo de la saga. Además, si los muertos están cerca y la situación lo permite, pueden levantarse literalmente del suelo y luchar por él. Esto le proporciona poderosos aliados, que al estar ya muertos, no tienen nada que perder ni que temer. 
A medida que avanza la saga Harry adquiere el poder de teleportarse a cualquier parte del mundo a través del continuo de Möbius. Utilizando ecuaciones avanzadas aprendidas de sus maestros muertos y su intuitiva mente matemática, Harry puede conjurar una puerta en el espacio y entrar en el continuo de Möbius, y una vez dentro, puede crear otra puerta para salir. Dentro del continuo el tiempo no existe, así que la teleportación es instantánea. Harry también es capaz de abrir una puerta al pasado y al futuro y observar los acontecimientos, aunque no puede aparecer allí físicamente.

### Harry Keogh Jr
Hijo de Harry Keogh y su esposa Brenda, Harry Jr. demuestra una inmensa inteligencia incluso siendo un bebé y un poder todavía más grande que el de su padre.
Tras huir de la Tierra tras el ataque del vampiro Yulian Bodescu, Harry Jr. demuestra un mayor control sobre el continuo de Möbius que su padre, y se transporta a sí mismo y a su madre al universo paralelo del que proceden los vampiros y también es capaz de viajar atrás en el tiempo veinte años.
Mientras vive en el planeta de los vampiros con su madre, Harry Jr. es vampirizado por un lobo parasitado por los vampiros y se convierte en uno de los Whamphyri, recibiendo el nombre de El Habitante de su Jardín de Occidente por los habitantes del mundo. Harry Jr. oculta sus rasgos detrás de una máscara dorada y un manto negro, y rechaza el estilo de vida de los Wamphyri, utilizando sus grandes poderes mentales para mantener el parásito vampírico que lo ha infectado a raya.
El Habitante forma una alianza con el pueblo de los szgany y se vuelve infame entre los demás Whamphyri debido a sus misteriosos poderes, lo que les lleva a formar una alianza y atacarlo en su "Jardín" de las montañas.
Herido durante la batalla, el parásito vampiro de Harry Jr. deforma su cuerpo dañado en el de una criatura similar a un lobo, con la excepción de sus manos. El cambio le impide volver a utilizar el continuo de Möbius, su mente se debilita y pierde su humanidad, dedicándose a habitar en compañía de los lobos.

### Nathan Keogh/Kiklu
Hijo de Harry Keogh y de una viajera szgany llamada Nana Kiklu, nace en el mundo de los vampiros con su hermano gemelo Néstor. Nathan es el mayor y el más tranquilo de los dos gemelos, aunque la tribu szgany lo considera deficiente debido a su carencia de confianza, su retraimiento y su actitud de no hablar salvo con quienes están más próximos a él.
Nathan hereda de su padre la capacidad de hablar con los muertos, y los escucha en sus sueños, aunque se niegan a responder a su llamada, temerosos de él al igual que de Harry Keogh al final de su vida. También se comunica con tres lobos amistosos que le hablan telepáticamente mientras duerme aunque no comprenden cómo Nathan puede hablarles en sueños.
Todo cambia para Nathan cuando su aldea en el mundo de los vampiros es atacada por los Whamphyri, que buscan a su hermano Néstor que se marchó en un largo y peligroso viaje. El ataque lo hace fuerte y le hace perder su timidez, aprendiendo a utilizar su telepatía dormida mientras viaja y finalmente regresa con la tribu de los szgany, antes de ser atrapado por los Wamphyri y arrojado por un agujero de gusano a la Tierra.
Nathan llega a una base en Rusia y escapa para ser encontrado por la rama-E de los servicios secretos británicos dedicada a la investigación paranormal. Los británicos le revelan su herencia y la identidad de su verdadero padre. Finalmente Nathan también aprender a teleportarse utilizando el continuo de Möbius como Harry Keogh.
Con la ayuda de los servicios secretos británicos Nathan regresa a su propio mundo y declara la guerra a los Wamphyri.

### Jake Cutter
Jake Cutter no es pariente de Harry Keogh pero se convierte en Necroscopio cuando el mundo vuelve a ser amenazado por los Wamphyri.
Aparentemente elegido por el espíritu del difunto Harry Keogh, Jake es descubierto y reclutado por la rama-E de los servicios secretos británicos, que le enseñan el legado de Harry y finalmente a controlar el continuo de Möbius.

### Scott St. John
Tampoco es un pariente de Harry Keogh. Mientras llora a su esposa muerta, Scott es alcanzado por un fragmento del espíritu de Harry y se convierte en Necroscopio.

## Los Wamphyri
Los principales antagonistas de la saga, los Wamphyri son criaturas parásitas, malignas, viles y completamente corruptas, con gusto por el sabor de la carne y la sangre humanas. Aparentemente originarias de otro mundo, llegaron a la Tierra en ocasiones a través de brechas dimensionales, dando lugar en nuestro mundo a los mitos sobre los vampiros. Harry Keogh y los servicios de la rama-E se dedican a combatirlos y destruirlos.

### Wamphyri de la Tierra
Belos Pheropzis- Uno de los vampiros originales del otro mundo, fue exiliado por Shaitan el No Nacido junto a Radu Lykan y Karl y Egon Drakul a las Tierras del Infierno -la Tierra. Se convertiría en un ciudadano del Imperio Romano bajo una serie de nombres asumidos hasta su muerte en el mar.
Thibor Ferenczy -Técnicamente el primer vampiro que aparece en las novelas. Fue un bárbaro valaco transformado por Feathor Ferenczy. Durante cientos de años se dedicó a saquear y conquistar territorios hasta que finalmente lo encadenaron, le clavaron una estaca y lo enterraron bajo una encrucijada en las colinas de Rumanía. Posteriormente fue descubierto por el nigromante Boris Dragosani, al que prestó parte de su poder y convirtió en vampiro.
Faethor Ferenczy - Un viejo Wamphyri muy poderoso que residía en la Tierra en la Edad Media en una fortaleza en las montañas de la actual Rumanía. Tras transformar a Thibor fue atacado por su progenie a su regreso al castillo. Tras casi ser destruido en un incendio, se arrojó a un río y reapareció siglos después, para finalmente morir en un bombardeo durante la Segunda Guerra Mundial.
Janos Ferency - Hijo de Faethor Ferenzy. Sus poderes de nigromancia y telepatía eran todavía más poderosos que los de sus padres.
Fess Ferenc - Un monstruoso Wamphyri del mundo de los vampiros y el líder actual del linaje Ferenc en el mundo paralelo.
Yulian Bodescu - Un niño que fue infectado con el vampirismo por Thibor Ferenczy mientras todavía se encontraba en el útero de su madre. Sus poderes vampíricos se desarrollan a medida que crece hasta que finalmente es destruido enfrentándose a Harry Keogh Jr.
Boris Dragosani - Convertido en vampiro por Thibor Ferenczy. En vida fue un nigromante de los servicios secretos soviéticos y fue destruido antes de desarrollar todo su potencial vampírico por Harry Keogh.
Angelo Francezci -El padre de Anthony y Fransico cuya metamorfosis vampírica se salió fuera de control, convirtiéndose en una enorme masa de tentáculos, brasos, ojos y bocas. Él es un vampiro más antiguo y poderoso que sus hijos y lo alimentan con víctimas que se suman a su esencia a cambio de que les dé conocimiento que de otro modo sería imposible de obtener. Lo mantienen en un pozo con barras por encima para proteger a otros fuera de la jaula. Incluso consumiría a sus hijos si tuviera la oportunidad.
Antonio Francezci - El hermano de Franesco, él junto su hermano son dos vampiros mafiosos italianos que no son muy conscientes de su herencia vampírica completa. Mantienen a su padre en una fosa gigante y lo alimentan para que pueda usar sus poderes Vamphyri superiores y antiguos. El padre Angelo, será presentado pronto, es un vampiro monstruo cuyo mofismo se salió de control.
Francesco Francezci - El hermano de Antonio, él junto su hermano son dos vampiros mafiosos italianos que no son muy conscientes de su herencia vampírica completa. Mantienen a su padre en una fosa gigante y lo alimentan para que pueda usar sus poderes Vamphyri superiores y antiguos. El padre Angelo, será presentado pronto, es un vampiro monstruo cuyo mofismo se salió de control.
Luigi Castanello -  
Radu Lykan - Progenitor del linaje de los Hombres Lobo. En el mundo de los vampiros era un cazador antes de ser vampirizado por un parásito de su lobo domesticado. Fue exiliado por Shaitan a nuestro mundo hace más de dos mil años con los miembros de los linajes Ferenczy y Drakul. Faethor Ferenczy lo incapacitó infectándolo con una enfermedad y quedó inactivo durante siglos.
Bonnie Jean Mirlu -
Harry Keogh - Finalmente Harry es vampirizado por Feathor Ferenczy y huye al mundo de los vampiros en lugar de poner en peligro a la humanidad.

### Wamphyri del Mundo Vampiro
Shaitan - El primer vampiro del mundo paralelo y posiblemente la fuente del mito de Satán en el nuestro.
Shaithis - Descendiente de Shaitan y líder de los señores vampiros que luchan contra Harry Keogh y Harry Jr.
Turgo Zolte -Hijo vampírico de Shaitan y un cazador de vampiros en vida. Abandona a sus compañeros y establece Turgosheim, en el que sus seguidores "zolteist" practican un control relativo sobre sus naturalezas vampíricas.
Linaje Drakul 
Karl Drakul- 
Egon Drakul -
Linaje Doombody
Dramal Doombody - Un antiguo señor vampiro, conocido por haber infectado con un parásito a Lady Karen y haberse consumido lentamente con la lepra.
Lady Karen (presumiblemente Doombody) - Una de las pocas mujeres vampiros del mundo vampiro, rechazada por sus pares, pero temida por su poder, que se alía con Harry Keogh contra ellos.
Otros Wamphyri conocidos
Maglore the Mage
Volse Pinescu
Vormulac Unsleep
Devetaki Skullguise
Wratha the Risen
Nestor Lichloathe
Vasagi the suck/gape
Lesk the glut
Spiro Killglance
Wran "the rage" Killglance
Eygor Killglance
Siggi Dam
Gorvi the guile
Canker Cannison
Menor Maimbite

### Ciclo de vida
Los Wamphyri son parásitos alienígenas, que comienzan su ciclo vital en forma de huevo, que eclosionan y se introducen en los cuerpos de lobos, murciélagos y humanos. Poco a poco el parásito va extendiendo su control sobre la consciencia de su anfitrión, controlando sus actos, aunque éste puede oponer resistencia durante un período prolongado, incluso años.
Los Wamphyri animales son poco más que criaturas depredadoras, aunque peligrosas, mientras que los humanos desarrollan poderes telepáticos además de la capacidad para alterar su forma y la de otros como si manipularan arcilla. Suelen utilizar este poder para crear bestias servidoras.
A pesar de su formidable poder los Wamphyri son especialmente vulnerables al fuego y la luz del sol. Una estaca a través del corazón los paraliza, al incapacitar al parásito que controla su cuerpo. Las cadenas de plata también los inmovilizan.
Los Wamphyri pueden compartir en parte su poder y naturaleza, aunque estos infectados no son vampiros "completos", y no comparten todas las habilidades y debilidades de sus amos.
Para reproducirse, los Wamphyri depositan un huevo en el interior de su sucesor, y cuando eclosiona, el parásito toma el control del cuerpo. Normalmente un Whampyri solo es capaz de poner un único huevo, pero las mujeres Wamphyri parecen ser capaces de producir muchos más.

### Criaturas
Guerreros -
Voladores-
Sifones -
Bestias de gas - 
Familiares (murciélagos y lobos) -

### Castigos
Cuando son derrotados en una guerra de sangre los Wamphyri derrotados pueden en ocasiones elegir su destino o reciben castigos que parecen más apropiados que la muerte.
En ocasiones son exiliados a las Tierras de Hielo, como ocurrió con Shaitan el No Nacido, Shaithis, Fess Ferenc, Volse Pinescu, Lord Schwart, Malinari la Mente, y Vavarra entre otros. Estos Wamphyri exiliados pasan la mayor parte del tiempo congelados y durmiendo en el hielo. La mayoría mueren después de milenios en este estado. Muchos despertaron brevemente antes de ser destruido durante el deshielo ocurrido en el libro Bloodwar.
En otras ocasiones los Wamphyri son exiliados a través de la "Puerta", un portal dimensional que comunica con las Tierras del Infierno, nuestro planeta. Es un castigo temido porque ningún vampiro ha regresado jamás (el portal solo funciona en un sentido), pero los vampiros asumen que se trata de un lugar peligroso y terrible. En nuestro mundo el portal se abre en una cueva con un río subterráneo que desemboca en el Danubio bajo los Cárpatos en Rumanía. Miles de años mortal, durante un accidente provocado por un experimento soviético se abrió un segundo portal en una cueva bajo los Urales.
La sentencia de muerte entre los Wamphyri consiste en atravesar el corazón del condenado con una estaca, decapitarlo y quemar y dispersas las cenizas. En ocasiones se lo expone al sol, aunque en este caso siempre existe una mínima posibilidad de que el vampiro reciba ayuda y consiga escapar antes del amanecer.

## Sinopsis de la saga

### Necroscopio I: El que habla con los muertos
Harry Keogh es un niño británico, cuya juventud está llena de fenómenos extraños, como su creciente habilidad matemática y sus conocimientos aparentemente intuitivos, que realmente aprende mediante su capacidad para hablar con los muertos. Finalmente se casa con Brenda, el amor de su infancia, que lentamente descubre las extraordinaris capacidades de su marido.
Al principio los muertos solo pueden hablar entre ellos a través de Harry, pero finalmente aprenden a hablar entre ellos, ayudando a su aliado a desarrollar sus habilidades cuando ingresa en una división de los servicios británicos, la rama-E, que utiliza agentes con habilidades paranormales.
Paralelamente, en Rumanía, Boris Dragosani recibe el contacto de un vampiro encadenado durante largo tiempo, Thibor Ferenczy. Bajo la tutela de Thibor, Boris aprende a convertirse en un nigromante, extrayendo secretos de los muertos profanando sus restos e incluso devorándolos. Boris es reclutado por los servicios secretos soviéticos.
En una visita a su padrastro, Harry descubre que asesinó a su madre ahogándola en el río y que es un espía de los rusos que planea matarlo debido a sus talentos. Harry consigue evitar la trampa de su padre, pero ambos caen en el río cerca de la casa. Mientras intenta salir, Harry descubre una nueva habilidad de los muertos cuando el cadáver de su madre se anima y arrastra a su padrastro a las profundidades del río, ahogándolo también.
En la Unión Soviética Boris Dragosani investiga rumores sobre vampiros, encontrando a un veterano de la Segunda Guerra Mundial que mató a uno, Faethor Ferenczy, junto con Max Batu, un soviético de etnia mongo, cuyo talento psíquico consiste en matar a alguien mirándolo a los ojos. Thibor Ferenczy, maestro vampírico de Boris, manipula a su pupilo y le ofrecer convertirlo en vampiro. Sin embargo, Boris traiciona a su maestro y lo mata junto con Max Batu, absorbiendo su habilidad para matar con la mirada.
Mientras tanto el líder británico de la rama-E, que fue asesinado por Boris Dragosani, pide ayuda a Harry Keogh para derrotar al nigromante soviético. Harry utiliza su habilidad para hablar con el matemático Möbius, que le enseña a viajar en el tiempo y el espacio utilizando el "continuo de Möbius". Harry utiliza "puertas" para espiar a sus adversarias y teleportarse a distintos lugares y finalmente se dirige a Rusia, donde Boris Dragosani ha asumido el control del servicio de espionaje ruso, habiendo matado a su líder. Utilizando un ejército de muertos vivientes, Harry finalmente encuentra a Boris, que intenta utilizar el poder de su mirada para matarlo. Sin embargo, uno de los aliados muertos de Harry se interpone y Dragosani muere, pues como Max Batu le había advertido "no se puede matar a los muertos, porque no pueden morir dos veces". Por desgracia, el propio Harry muere en el conflicto de heridas de bala, pero su mente sobrevive como las de sus amigos muertos; su cuerpo también sobrevive lo suficiente para arrojar la mente de Dragosani al continuo de Möbius y atraparlo en un ciclo recurrente para toda la eternidad.

### Necroscopio II: ¡Vampiros!
El espíritu de Harry Keogh reside en su hijo, Harry Jr. Cuando su hijo duerme, Harry puede viajar por el continuo de Möbius y hablar con los muertos, pero gradualmente pierde su control a medida que la mente de su hijo se desarrolla.
Mientras viaja en su tiempo libre, Harry descubre que el vampiro Thibor había infectado a una mujer embarazada con una parte de su carne, lo que lleva al embrió a convertirse en un vampiro "menor", aunque formidable. Este joven Yulian Bodescu, adquiere muchas habilidades vampíricas: hipnotismo, sentidos incrementados, transformación corporal, regeneración y crear vasallos (vampiros "menores" infectados con una parte del cuerpo del maestro vampiro).
Finalmente Harry contacta con Faethor Ferenczy, el vampiro que creó a Thibor y un maestro de la manipulación (como todos los vampiros). Hablando con Faethor, Harry descubre que los verdaderos vampiros son una especie de sanguijuelas donde se encuentra el verdadero poder, y que al infectar a un anfitrión, lo convierten en un Wamphyri, un verdadero vampiro.
Faethor le cuenta a Harry la historia de Thibor, un poderoso guerrero valaco, y cómo fue infectado por huevo vampírico de Faethor. Thibor iba a ser el encargado de vigilar el castillo y dominio de Faethor durante su ausencia, pero después de desobedecerle, lo hizo encadenar bajo la tierra (como se describe en el primer libro)
Yulian está creando vasallos vampiros a partir de su familia, y Thibor utiliza su telepatía para hablarle de Harry Keogh, su gran enemigo, y le ordena que mate a su hijo Harry Jr. en venganza. Yulian se dispone a matar al bebé, y Harry informa a la rama-E de los servicios secretos de la amenaza de Thibor, aconsejándoles que colaboren con los soviéticos para destruir los restos del vampiro que quedaron en el castillo Ferenczy.
Después de destruir los restos de Thibor el agente Alec Kyle es capturado por los rusos que lo consideran un espía. Con la ayuda de Zek Foener registran su mente telepáticamente y le roban su conocimiento sobre la rama-E británica y Harry Keogh. Zek Foener descubre que ha sido engañada y jura que nunca volverá a trabajar para los rusos.
Mientras el vampiro Yulian Bodescu se prepara para asesinar a Harry Jr., el niño, utilizando los poderes que ha aprendido de sus padres, utiliza el continuo de Möbius para salvar a su madre mientras los muertos se alzan y destruyen al vampiro. Harry Jr. también envía la consciencia de su padre al cuerpo de Alec Kyle, cuya mente ha sido destruida tras el interrogatorio de los rusos. Enfurecido por lo que le han hecho los rusos a su amigo, Harry destruye de nuevo el cuartel general del servicio de espionaje ruso.
Al final de la novela no está claro si Yulian podría haberse convertido en un Wamphyri completo, aunque a juzgar por el gran desarrollo de sus poderes frente a las capacidades limitadas de otros vampiros menores parece posible que hubiera podido hacerlo.

### Necroscope The Lost Years
Una miniserie de dos libros que abarca los ocho años entre la segunda y la tercera novela de la saga del Necroscopio en la que Harry Keogh busca a su hijo Harry Jr. y a su esposa Brenda desaparecidos al final de ¡Vampiros!
Harry también tiene que enfrentarse a la aparición del hombre lobo Radu Lykan, un señor Wamphyri desaparecido hacía mucho tiempo.

### Necroscope The Lost Years, Resurgence!
Continuando la búsqueda de Harry Keogh de su esposa y de su hijo y su lucha contra el hombre lobo y vampiro Radu Lykan, Harry ha perdido el uso de su poder y de su control del continuo de Möbius debido al hipnotismo de la vampiro Bonnie Jean Mirlu. La rama-E debe encontrar una forma de ayudarle a recuperar su poder.

### Necroscopio III: El origen del mal
La saga comienza a investigar los orígenes de la presencia de los Whampyri en la Tierra. Varios años después de que el hijo y la esposa de Harry Keogh desaparecieron, éste los ha estado buscando por todo el mundo. La nueva líder de la Rama-E, Darcy Clarke, lo recluta para que busque a Jazz Simmons, un agente británico, que desapareció de forma similar mientras investigaba una base en Rusia.
Harry descubre que un accidente experimental en esa base creó un "agujero gris" en el espacio tiempo, un portal hacia otro mundo, al que los rusos han enviado agentes, y del que de vez en cuando surgen monstruos.
Viajando por un portal similar en Rumanía Harry Keogh entra en el mundo originario de los vampiros, donde los señores Wamphyri esclavizan y se alimentan de los habitantes del planeta, antepasados de los gitanos, y donde el hijo de Harry, ya adulto (que utilizó su control sobre el continuo para atravesar las dimensiones), ha sido infectado por los vampiros y es asediado por los Wamphyri.
Aliándose con su hijo, Harry Keogh, derrota a los señores vampiros, utilizando el poder del sol, pero en el proceso Harry Jr. es horriblemente herido. Harry Jr., mucho más poderoso que su padre, le arrebata todos sus poderes y lo devuelve sin daño a la Tierra.

### Necroscopio IV: El lenguaje de los muertos
Varios años después de su regreso a la Tierra, Harry Keogh es afectado por pesadillas en las que percibe el regreso de los vampiros. Estas pesadillas son mensajes de los muertos, pero es incapaz de comunicarse con ellos mientras está despierto debido a que su hijo le arrebató sus poderes.
Al mismo tiempo, la Rama-E está investigando el contrabando de drogas en el Mediterráneo cuando dos de sus agentes son atacados, uno es vampirizado y el otro queda enloquecido.
Sandra, la nueva novia de Harry, y que en secreto también es miembro de la Rama-E, juega un papel importa para atraerlo a la investigación. También se le ha encargado que lo vigila y que si es posible restaure sus increíbles poderes psíquicos, informando al nuevo líder de la Rama-E, que en secreto es un agente inactivo del KGB ruso.
Temiendo que Harry recupere sus antiguos poderes, o que quizás desarrolle otros nuevos, los rusos deciden eliminarlo. Su plan falla debido a la intervención de los muertos, y en el proceso la identidad de Sandra como agente es revelada.
Juntos Harry, Sandra y el agente Darcy se encargan de la situación. Durante la investigación descubren que el contrabandista de drogas es el vampiro Janos Ferenczy, que utiliza el alias de Jianni Lazarides. Sandrea y Ken Layard son secuestrados y vampirizados, y Janos utiliza su telepatía para obligar a Trevor Jordan a suicidarse. A pesar de encontrarse sin poderes Harry se dirige a Rumanía para enfrentarse con Janos, visitando la antigua mansión del vampiro Faethor Ferenczy en Rumanía. En la mansión Harry respira las esporas de los hongos infectados con la sangre del vampiro, que restaura los poderes y la mayoría de los bloqueos mentales del Necroscopio. Sin embargo, no consigue restaurar su control del continuo de Möbius.
Con su capacidad para hablar con los muertos restuarda, Harry vuelve a hablar con el propio Möbius, que recluta a otros matemáticos muertos para ayudarle a acabar con Janos en su fortaleza. Harry comienza a mostrar otros poderes como la telepatía.
Durante su confrontación final con Janos Ferenczy sus vasallos vampiros y un ejército de muertos resucitados con nigromancia de sus cenizas, Harry consigue atraer a los muertos a su bando, lo que finalmente le permite derrotar a Janos. La historia concluye con Harry decapitando a Sandra, que ha sido vampirizada.

### Necroscopio V: Engendro de la muerte
Harry Keogh descubre que Faethor Ferenczy lo transformó traicioneramente en un vampiro mediante las esporas de los hongos que inhaló en su mansión en Ploiesti. Adicionalmente experimenta con la nigromancia de Janos Ferenczy para resucitar a los muertos a partir de sus cenizas, devolviendo a Trevor Jordan y Penny Sanderson a la vida. La Rama-E comienza a sospechar que Harry ha sido infectado, pero siguen colaborando con él por el momento. Harry persigue y se enfrenta a Johnny Found, un nigromante, violador y asesino en serie.
Poco después Harry y Penny son atacados en Inglaterra por la Rama-E, que no quieren arriesgarse a que Harry se convierta en un vampiro. Finalmente, Harry y Penny tratan de huir al mundo de los vampiros, a través del agujero gris de los montes Urales, pero en el Proceso Penny es destruida.
Al llegar al mundo de los vampiros Harry se encuentra con Lady Karen, su antigua aliada, todavía viva, a pesar de que creía que había muerto. Los dos se convierten en amantes durante un tiempo, para confortar su mutua soledad. Pero el vampiro Shaithis, exiliados tras la batalla contra Harry y su hijo a las Tierras del Hielo, regresa dirigiendo un pequeño pero poderoso ejército aliado con su ancestro, el Wamphyri más temido de todos los tiempos, Shaitan el No Nacido, el Primer Vampiro.
Por desgracia Harry Jr. gravemente herido por el sol en la última batalla contra los vampiros, ha degenerado hasta convertirse en un lobo deforme, como el que lo vampirizó. Sin la mayoría de sus poderes, Harry Keogh y Karen tienen que enfrentarse a Shaitan y Shaithis casi solos.
Tras una breve batalla Harry y Karen son derrotados y crucificados en el portal. Sin embargo, en un último sacrificio, Karen se suicida arrastrando a Shaithis con ella y Harry y su hijo combinan sus poderes por última vez, enviando una petición de ayuda a través del portal hasta la Tierra, lo que provoca que los muertos provoquen una explosión nuclear en la base de los Urales que destruye el portal. Karen, Harry, Harry Jr., Shaithis y Shaitan perecen en la explosión. 
Sin embargo, la mente de Harry Keogh es rescatada por los muertos para que reciba la paz y recompensa final. Shaitan es enviado al pasado, cuando todavía estaba vivo, cayendo en unos pantanos y convirtiéndose en el primer vampiro.